# خدرنق جداري
خدرنق جداري (الاسم العلمي: Cheiracanthium murinum) هو نوع من العناكب يتبع جنس الخدرنق من الفصيلة العناكب الكيسية.